# Ferulinae
Sous-tribu
Les Ferulinae sont une sous-tribu de plantes à fleurs de la sous-famille des Apioideae dans la famille des Apiaceae. Elle comprend cinq genres acceptés. Ferula est le genre type.

## Taxonomie
La sous-tribu des Ferulinae est décrite en 1897 par le botaniste allemand Oscar Drude.

## Liste des genres
Selon GRIN (21 mai 2021) :
- Autumnalia Pimenov
- Buniotrinia Stapf & Wettst., synonyme de Ferula L.
- Dorema D. Don
- Euryangium Kauffm., synonyme de Ferula L.
- Fergania Pimenov
- Ferula L.
- Kafirnigania Kamelin & Kinzik.
- Leutea Pimenov, synonyme de Ferula L.
- Merwia B. Fedtsch., synonyme de Ferula L.
- Narthex Falc., synonyme de Ferula L.
- Schumannia Kuntze, synonyme de Ferula L.
- Scorodosma Bunge, synonyme de Ferula L.
- Soranthus Ledeb., synonyme de Ferula L.
- Talassia Korovin, synonyme de Ferula L.